# Ferrocarrils de muntanya de l'Índia
Els ferrocarrils de muntanya de l'Índia són aquelles línies que passen substancialment per regions muntanyoses. Construïdes durant el segle xix i principis del segle XX pel poder colonial britànic (Raj), aquestes línies han estat funcionant des d'aleshores.Estan inscrites a la llista del Patrimoni de la Humanitat de la UNESCO des del 1999 i ampliat el 2005 i 2008.